# Spandauer Tor

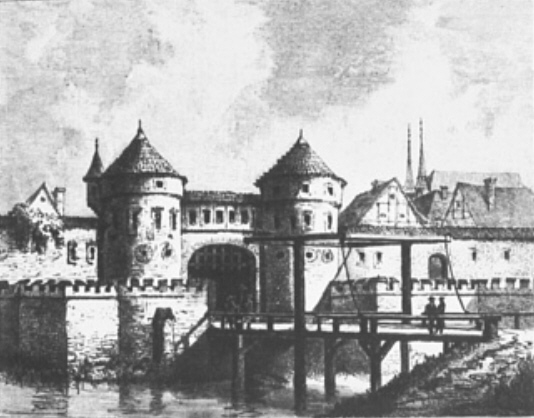
Spandauer Tor um 1450 (Feldseite)

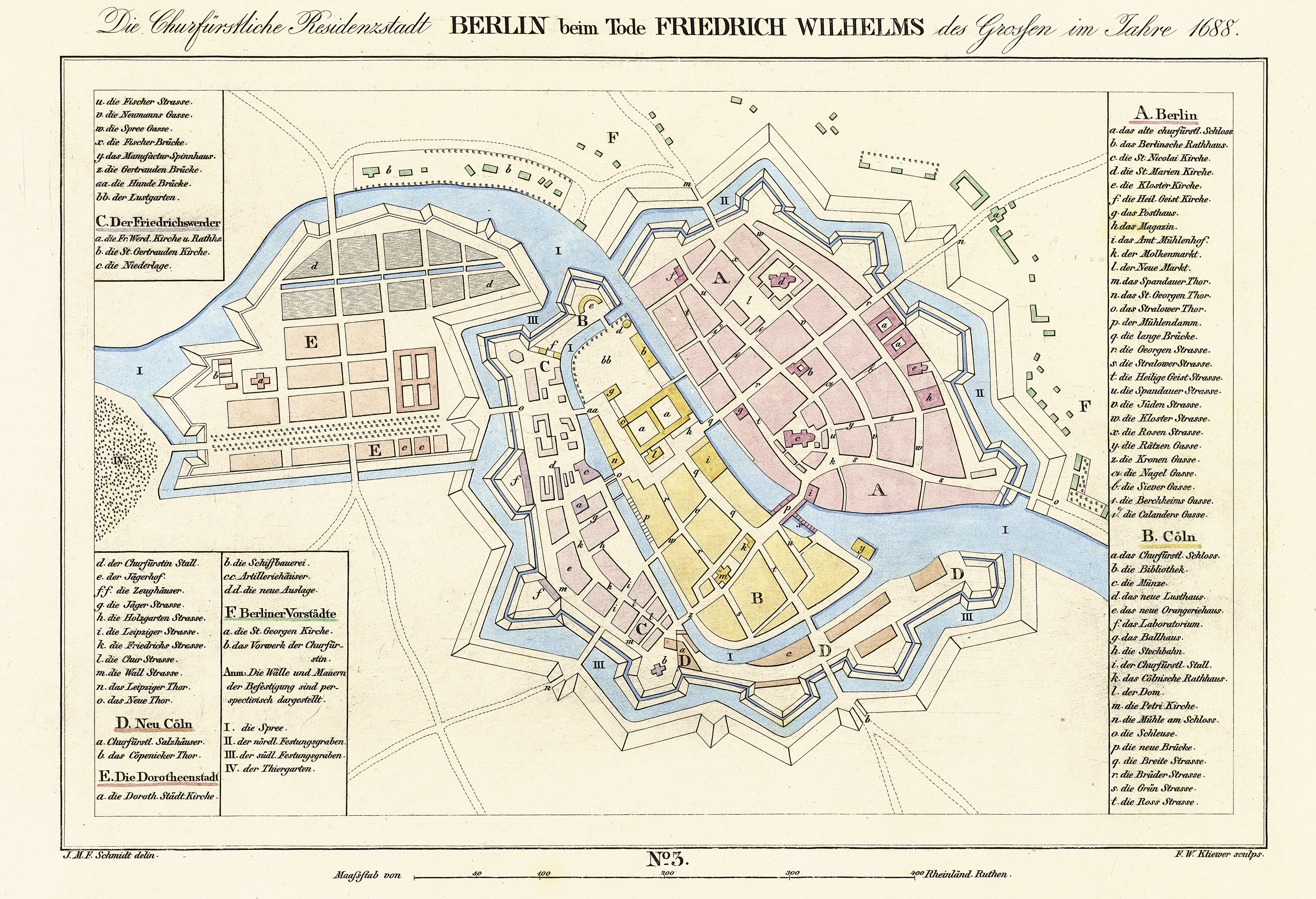
1688: Spandauer Tor im Norden der Stadtbefestigung

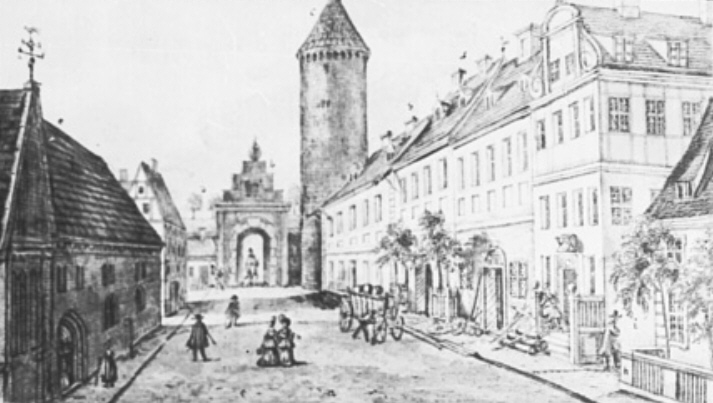
Spandauer Tor der barocken Befestigungsanlage um 1700 (Stadtseite).
Rechts vom Tor der Pulverturm

1748: Umgebung der Spandauer Brücke zwischen den Stadtteilen Alt-Berlin und Spandauer Revier

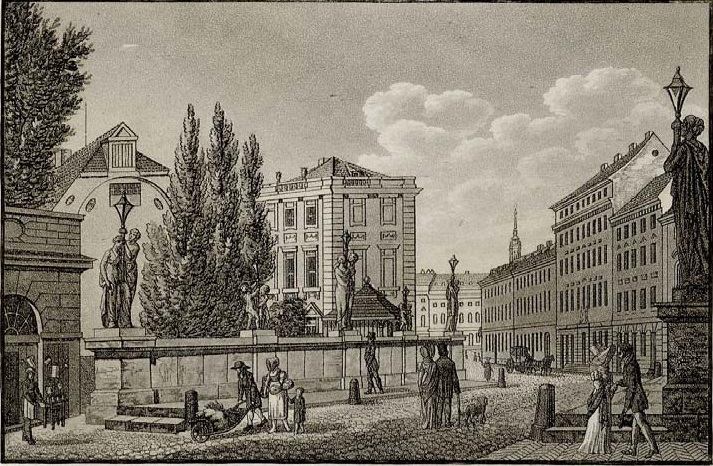
Spandauer Brücke im Jahr 1815
Aquatinta von Friedrich August Calau

Das Spandauer Tor war ein Tor der mittelalterlichen Berliner Stadtmauer sowie der Befestigungsanlage Berlins im 17. Jahrhundert. Entsprechend seiner Funktion im Berliner Festungswerk besaß das Tor eine verbindende Holzbrücke und wurde danach auch Brücke genannt. Eine später hier trassierte Straße heißt An der Spandauer Brücke.

## Lage und Geschichte
Das mittelalterliche Tor befand sich seit dem 13. Jahrhundert am nördlichen Ende der Spandauer Straße dicht beim innerhalb des Mauerrings gelegenen Heilig-Geist-Spital. Die Darstellung des mittelalterlichen Tores um 1450 entstand allerdings erst 1881 und ist daher nicht als authentisch anzusehen. Auch die Darstellung des Tores um 1700 entstand erst 1838 und zeigt offensichtlich nicht das mittelalterliche Tor, sondern ein später entstandenes Tor, über dessen Entstehungszeit nichts bekannt ist.
Vom Tor gingen außerhalb der Stadtmauer mehrere Straßen aus, darunter diejenige nach Neuruppin sowie Hamburg (Große und Kleine Hamburger Straße), nach den nahegelegenen Dörfern Rosenthal (Rosenthaler Straße), Pankow sowie Schönhausen (Neue und Alte Schönhauser Straße) und diejenige nach Spandau (seit 1824 Oranienburger Straße), von der das Tor seinen Namen herleitet.
Mit dem Bau der barocken Befestigungsanlage von 1658 bis 1662 unter Johann Gregor Memhardt wurde das Tor nach Nordosten zwischen zwei Bastionen verlegt, wobei eine hölzerne Zugbrücke über den neu angelegten Festungsgraben zum vorgelagerten Ravelin und von dort eine weitere Brücke zur Spandauer Vorstadt führte. Das alte Tor am Ende der Spandauer Straße, nun funktionslos geworden, existierte noch bis um 1700. Danach wurde es für den Bau der Garnisonkirche mit Schulhaus abgetragen. Nach Abtragung der Festungswerke bildete sich vor dem ehemaligen Barocktor an der Gabelung Oranienburger Straße / Rosenthaler Straße um 1750 ein Platz heraus – der Hackesche Markt. Der Festungsgraben wurde um die Hälfte verengt und eine neue hölzerne Brücke errichtet. 1785 wurde diese Brücke durch einen Neubau aus Sandstein nach Plänen von Georg Christian Unger ersetzt. Der Bildhauer Wilhelm Christian Meyer schuf dafür als Brückenschmuck sechs Kinderfiguren nach Bernhard Rode, zusammen mit Heinrich Bettkober und Johann Wilhelm Schultze. 1877 wurde die Brücke für den S-Bahn-Bau abgerissen.
An die einstige Brücke über den Festungsgraben vor dem Tor erinnert noch heute der zur Stadtbahnunterführung leitende Straßenknick mit dem Namen An der Spandauer Brücke.